# Sugèiras
Sugères és un municipi francès situat al departament del Puèi Domat i a la regió d'Alvèrnia-Roine-Alps. L'any 2007 tenia 557 habitants.

## Demografia

### Població
El 2007 la població de fet de Sugères era de 557 persones. Hi havia 236 famílies de les quals 64 eren unipersonals (44 homes vivint sols i 20 dones vivint soles), 92 parelles sense fills, 68 parelles amb fills i 12 famílies monoparentals amb fills.
La població ha evolucionat segons el següent gràfic:
Habitants censats

### Habitatges
El 2007 hi havia 387 habitatges, 243 eren l'habitatge principal de la família, 93 eren segones residències i 51 estaven desocupats. 377 eren cases i 8 eren apartaments. Dels 243 habitatges principals, 208 estaven ocupats pels seus propietaris, 29 estaven llogats i ocupats pels llogaters i 6 estaven cedits a títol gratuït; 1 tenia una cambra, 9 en tenien dues, 28 en tenien tres, 79 en tenien quatre i 126 en tenien cinc o més. 168 habitatges disposaven pel capbaix d'una plaça de pàrquing. A 98 habitatges hi havia un automòbil i a 128 n'hi havia dos o més.

### Piràmide de població
La piràmide de població per edats i sexe el 2009 era:
| Homes | Edats   | Dones |
| ----- | ------- | ----- |
| 0     | 95 o +  | 4     |
| 0     | 90 a 94 | 0     |
| 0     | 85 a 89 | 0     |
| 4     | 80 a 84 | 4     |
| 8     | 75 a 79 | 8     |
| 8     | 70 a 74 | 12    |
| 20    | 65 a 69 | 16    |
| 32    | 60 a 64 | 20    |
| 8     | 55 a 59 | 32    |
| 20    | 50 a 54 | 12    |
| 8     | 45 a 49 | 16    |
| 20    | 40 a 44 | 16    |
| 32    | 35 a 39 | 20    |
| 12    | 30 a 34 | 8     |
| 8     | 25 a 29 | 24    |
| 0     | 20 a 24 | 4     |
| 20    | 15 a 19 | 20    |
| 24    | 10 a 14 | 8     |
| 12    | 5 a 9   | 8     |
| 12    | 0 a 4   | 16    |

## Economia
El 2007 la població en edat de treballar era de 350 persones, 243 eren actives i 107 eren inactives. De les 243 persones actives 221 estaven ocupades (120 homes i 101 dones) i 22 estaven aturades (7 homes i 15 dones). De les 107 persones inactives 54 estaven jubilades, 18 estaven estudiant i 35 estaven classificades com a «altres inactius».

### Ingressos
El 2009 a Sugères hi havia 249 unitats fiscals que integraven 571 persones, la mediana anual d'ingressos fiscals per persona era de 15.984 €.

### Activitats econòmiques
Dels 18 establiments que hi havia el 2007, 1 era d'una empresa alimentària, 2 d'empreses de fabricació d'altres productes industrials, 4 d'empreses de construcció, 3 d'empreses de comerç i reparació d'automòbils, 2 d'empreses d'hostatgeria i restauració, 1 d'una empresa d'informació i comunicació, 1 d'una empresa de serveis, 3 d'entitats de l'administració pública i 1 d'una empresa classificada com a «altres activitats de serveis».
Dels 5 establiments de servei als particulars que hi havia el 2009, 1 era una funerària, 1 paleta, 1 lampisteria, 1 electricista i 1 restaurant.
L'únic establiment comercial que hi havia el 2009 era una fleca.
L'any 2000 a Sugères hi havia 20 explotacions agrícoles que ocupaven un total de 750 hectàrees.

## Equipaments sanitaris i escolars
El 2009 hi havia una escola elemental integrada dins d'un grup escolar amb les comunes properes formant una escola dispersa.

## Poblacions més properes
El següent diagrama mostra les poblacions més properes.